# مسجد السنة بيزانسون
يعتبر مسجد السنّة صرحا إسلاميا موجودا في حي سان-كلود في مدينة بيزانسون الفرنسية.

## مقالات ذات صلة
- قائمة المساجد في فرنسا